# Kosova (Estonia)
Kosova – wieś w Estonii, w prowincji Põlvamaa, w gminie Ahja.